# Высокая Грива (Гомельский район)
Высокая Грива (бел. Высо́кая Гры́ва) — посёлок в Терешковичском сельсовете Гомельского района Гомельской области Республики Беларусь.

## География

### Расположение
В 14 км от железнодорожной станции Уть (на линии Гомель — Чернигов), 17 км на юг от Гомеля.

### Гидрография
На реке Уть (приток реки Сож).

## Транспортная сеть
Транспортные связи по просёлочной, затем автомобильной дороге Старые Яриловичи — Гомель. Планировка состоит из короткой прямолинейной улицы, ориентированной с юго-запада на северо-восток. Деревянные крестьянские усадьбы расположены вдоль просёлочной дороги.

## История
Основан во 2-й половине XIX века. Здесь находилась усадьба с парком, часть насаждений которого сохранилась до нашего времени. Согласно переписи 1897 года располагались: выселок, который составлял часть околицы Старые Терешковичи; в Дятловичской волости Гомельского уезда Могилёвской губернии.
В 1926 году работало отделение связи, в Старотерешковичском сельсовете Дятловичского района Гомельского округа. В 1931 году жители вступили в колхоз. Во время Великой Отечественной войны в сентябре 1943 года немецкие оккупанты полностью сожгли посёлок и убили 2 жителей. 6 жителей погибли на фронте. В 1959 году в составе совхоза «Новобелицкий» (центр — деревня Терешковичи).

## Население

### Численность
- 2004 год — 3 хозяйства, 4 жителя.

### Динамика
- 1897 год — 7 дворов, 36 жителей (согласно переписи).
- 1926 год — 14 дворов, 68 жителей.
- 1940 год — 18 дворов, 104 жителя
- 1959 год — 31 житель (согласно переписи).
- 2004 год — 3 хозяйства, 4 жителя.